# Rainer Brämer
Rainer Brämer (* 1943) ist ein deutscher Physiker und Universitätsdozent an der Universität Marburg, wo er mit anderen u. a. das Deutsche Wanderinstitut e. V. gründete. Er ist Autor zahlreicher Publikationen zum Thema Wandern. Rainer Brämer lebt in Lohra.

## Werdegang
Nach einem Physikstudium von 1963 bis 1969 mit Diplomabschluss an der Universität Marburg war er von 1969 bis 1973 wissenschaftlicher Assistent und promovierte in der Abteilung für Experimentelle Physik an der Universität Ulm.
Er forschte bis 1979 zunächst auf dem Gebiet der Festkörperphysik mit Schwerpunkt Röntgenstrukturanalyse, dann führte er bis 1990 Studien zur Soziologie der Schule und des naturwissenschaftlichen Unterrichts, desgleichen bis 1993 Soziologie der Hochschule und der Naturwissenschaften durch. Das Thema Wandern untersucht er aus wissenschaftlicher Sicht seit 1991 und bezieht seit 1992 in seine Untersuchungen des Verhältnisses von Jugendlichen zur Natur auch soziologische Gesichtspunkte ein.
Brämer hält regelmäßig akademische Lehrveranstaltungen ab und ist durch etwa 500 Publikationen zu diesen Themenfeldern ausgewiesen.

## Wanderexperte
Rainer Brämer gilt als deutscher Wanderexperte und „Wanderpapst“. Seine Arbeitsschwerpunkte sind den Gebieten Naturpädagogik zuzuordnen und finden sich in Themen wie Natur subjektiv‚ Jugend und Natur: wandern und Wandern: initiativ wieder. Er beklagt die Naturentfremdung der jungen Generation, klassifizierte diese 1997 am Beispiel des Bambi-Syndroms und wirkte der infantilen Anschauung fortan in Arbeitsgruppen entgegen. In zahlreichen Reports und Studien haben sich seine Forschungen niedergeschlagen und damit das Wandern sowohl aus natursoziologischer als auch wandertouristischer Sicht neu definiert.
Er reaktivierte die Wahrnehmung des Wanderthemas in der Öffentlichkeit. Unter anderem stellte er fest, dass nach jahrzehntelanger Vernachlässigung des Wanderns die Wanderwege immer mehr verkehrsmittelgerecht ausgebauten Wirtschaftswegen weichen mussten. Ende der 1990er Jahre setzte auch infolge seiner Initiativen eine Trendwende ein, hervorgerufen durch den Rothaarsteig, dessen Gestaltung sich nach den Wünschen des modernen Wandergastes ausrichtet. Brämer setzt sich heute für viele Aspekte des Wanderthemas ein, zum Beispiel für neue und erneuerte, abwechslungsreich angelegte Wanderwege. Er ist an vielen relevanten wandertouristischen Innovationsprozessen beteiligt und plant und projektiert Wanderwege, Fernwanderwege und Wandersteige in ganz Deutschland.
Brämer leitet die Forschungsgruppe Wandern am Institut für Sport- und Erziehungswissenschaft, ist Gründungsmitglied und Vorsitzender des Deutschen Wanderinstituts e. V. und im Gremium ProjektPartner Wandern, welches als Fachberater, Gutachter und Moderator agiert, und er leitet Wanderführungen.
Viele Profilstudien zum Themen Rund ums Wandern mit Befragungen zu Wandergewohnheiten, Wandermotiven, Wegevorlieben, Urlaubswünschen, Pilgern wurden unter seiner Federführung erstellt.